# Ајка (српска народна књижевност)
Ајка (Ајкуна, Хајка, Хајкуна, Куна) је често женско име у народним песмама за лепу, заводљиву муслиманку: Ајка Шаренгаћа, Хајка Атлагића и сл.
Песма „Хајка Атлагића и Јован бећар" је обрада теме о опклади момка и девојке „да спавају да се не дирају“ и као пример за прерастање романсе у новелистичку епику, карактеристичну за српску епску поезију. У овој песми Хајка Атлагића се везује за Равне котаре и Атлагића кулу, посед познате беговске породице, а која је уништена током Морејског рата. Песма се догађа у ускочком амбијенту и у њој је битно њено опредељење јунаку песме упркос његовом националном пореклу.
Хајка је султанова ћерка у романси „Јово чобанин и царева кћер" коју јунак без њеног пристанка одводи у планину. У овој је песми важно њено духовито и метафорично откривање еротских чари живота са чобанином.
Блидолика Ајка је по традицији познавалац муслиманских епских песама.

## Ајка у народним песмама
- Ропство и женидба Јакшића Шћепана (из Бјелопавлића)